# Incendios forestales en Asturias (2025)
Durante la ola de calor que azota la Península Ibérica en agosto de 2025, la región de Asturias ha enfrentado múltiples incendios forestales simultáneos, especialmente en zonas montañosas y protegidas. El Gobierno regional ha advertido de un fin de semana “complicado” debido a la persistencia de seis focos activos y condiciones meteorológicas adversas que dificultan su control.

## Zonas afectadas y situación actual
El SEPA ha identificado focos activos en los concejos de Cabrales (Camarmeña), Cangas del Narcea (Genestoso) y Somiedo (Villar de Vildas). Ante la gravedad de la situación, se ha activado un aviso por parte de SEPA a través de la plataforma ES‑Alert, instando a la población a evitar actividades recreativas en el medio natural, especialmente en los Picos de Europa y la Cordillera Cantábrica.

## Antecedentes recientes
En marzo y también a inicios de agosto, Asturias registró múltiples incendios forestales en diversos concejos:
- Marzo de 2025: El Principado redujo los incendios activos de una veintena a apenas cuatro, activos en concejos como Cangas de Onís (Las Canaliegas), Peñamellera Baja (Ruenes), Cangas del Narcea (Fuentes de Corbero) y Llanes (Resquilones). La situación mejoró rápidamente gracias a condiciones climáticas más favorables y las labores de extinción.[4][5]
- 12 de agosto: El SEPA contabilizó ocho incendios forestales en distintos municipios, entre los que tres permanecían activos, uno estabilizado y cuatro en revisión por parte de la Guardería de Medio Natural. Los concejos afectados fueron Allande, Cabrales, Cangas del Narcea, Coaña, Parres y Quirós. En Cangas del Narcea, dos focos (en Cobo y Genestoso) concentraron la mayor movilización de recursos: 18 bomberos del SEPA, tres empresas forestales, tres agentes medioambientales, dos helicópteros y presencia del jefe de zona occidental. Se habilitó un Puesto de Mando Avanzado (PMA) en Cangas del Narcea y se activó una unidad de drones para la coordinación y vigilancia.[6][7]